# Bântuire
Bântuirile se referă la presupusa prezență a spiritelor sau fantomelor în anumite locuri, obiecte sau chiar persoane. Acestea sunt asociate cu fenomene inexplicabile, cum ar fi sunete neobișnuite, mișcări de obiecte, senzația de frig sau prezența unei entități invizibile.
Conform credințelor populare și relatărilor din diferite culturi, bântuirile sunt de obicei legate de evenimente tragice, cum ar fi decese violente, suferință intensă sau lucruri neterminate ale sufletului presupus bântuit. Aceste fenomene sunt descrise frecvent în folclor, literatură, filme și investigații paranormale.
În context științific, majoritatea fenomenelor atribuite bântuirilor pot fi explicate prin cauze naturale, iluzii psihologice, halucinații sau chiar sugestibilitate culturală.